# Sör-Holmsjön
Sör-Holmsjön är en sjö i Örnsköldsviks kommun i Ångermanland som ligger på norra sidan om Vändåtbergets naturreservat.
Sör-Holmsjön har till skillnad från de andra två Holmsjöarna i sjösystemet, inte fått sitt namn av läget i förhållande till de båda andra, Ytter-Holmsjön och Mitti-Holmsjön. Förmodligen har den sitt namn att den ligger söder om bebyggelsen i Remmarn och Östansjö, men för detta finns inget skriftlig belägg.
Sjön ingår i Gideälvens huvudavrinningsområde. Sjön är 12 meter djup, har en yta på 0,8 kvadratkilometer och befinner sig 275,1 meter över havet. Sjön avvattnas av vattendraget Holmsjöbäcken.

## Delavrinningsområde
Sör-Holmsjön ingår i delavrinningsområde (708210-162295) som SMHI kallar för Utloppet av Sör-Holmsjön. Medelhöjden är 298 meter över havet och ytan är 8,8 kvadratkilometer. Räknas de 2 avrinningsområdena uppströms in blir den ackumulerade arean 13,09 kvadratkilometer. Holmsjöbäcken som avvattnar avrinningsområdet har biflödesordning 4, vilket innebär att vattnet flödar genom totalt 4 vattendrag innan det når havet efter 100 kilometer. Avrinningsområdet består mestadels av skog (68 procent) och sankmarker (16 procent). Avrinningsområdet har 1,02 kvadratkilometer vattenytor vilket ger det en sjöprocent på 11,6 procent.

## Historia runt sjön
Länge tillbaka i tiden var området troligen väl utnyttjat. Under yngre stenålder (3000-1500 f Kr) var Norrland välbefolkat, speciellt utefter Ångermanlandskusten. Under stenålderns sista period bosatte sig folk även i landskapens inre vid insjöar. Man livnärde sig av jakt och fiske.
Århundradena närmast före Kristi födelse inträdde en klimatförsämring som gjorde att folk drog sig söderut.
Kartor från 1771 och 1789 visar att området tillhörde Stavars Jaures Lappland. Det är den tidigaste form av kolonisation som finns dokumenterad. Lappskattelanden var avgränsade landområden som nyttjades av samer mot en viss skatt till kronan. Landindelningen torde ha funnits långt innan samerna inordnades i det svenska skatteväsendet.
Nybyggarna kom till området i mitten av 1700-talet. Innan dess var övre delen av Björna socken ett av samer glest befolkat område med många mil till Åsele, Fredrika och de äldre byarna i Björna.
ela området runt de tre Holmsjöarna betecknas som kronoöverloppsmark, det vill säga mark som vid avvittringen tillföll kronan men inte avsattes som kronopark.
Ända in på 1900-talet fortsatte nykoloniseringen av trakten kring Vändåtberget.
I Lägstaån flottades allt virke från skogarna runt Vändåtberget. Mitti-Holmsjön och Sör-Holmsjön är förbundna med flottleden genom kanaler och dammar. Ett försök till flottningsförbindelse mellan Mitti- och Ytter-Holmsjön misslyckades och därför har Vändåtbergets skogar aldrig flottats.

## Bildgalleri

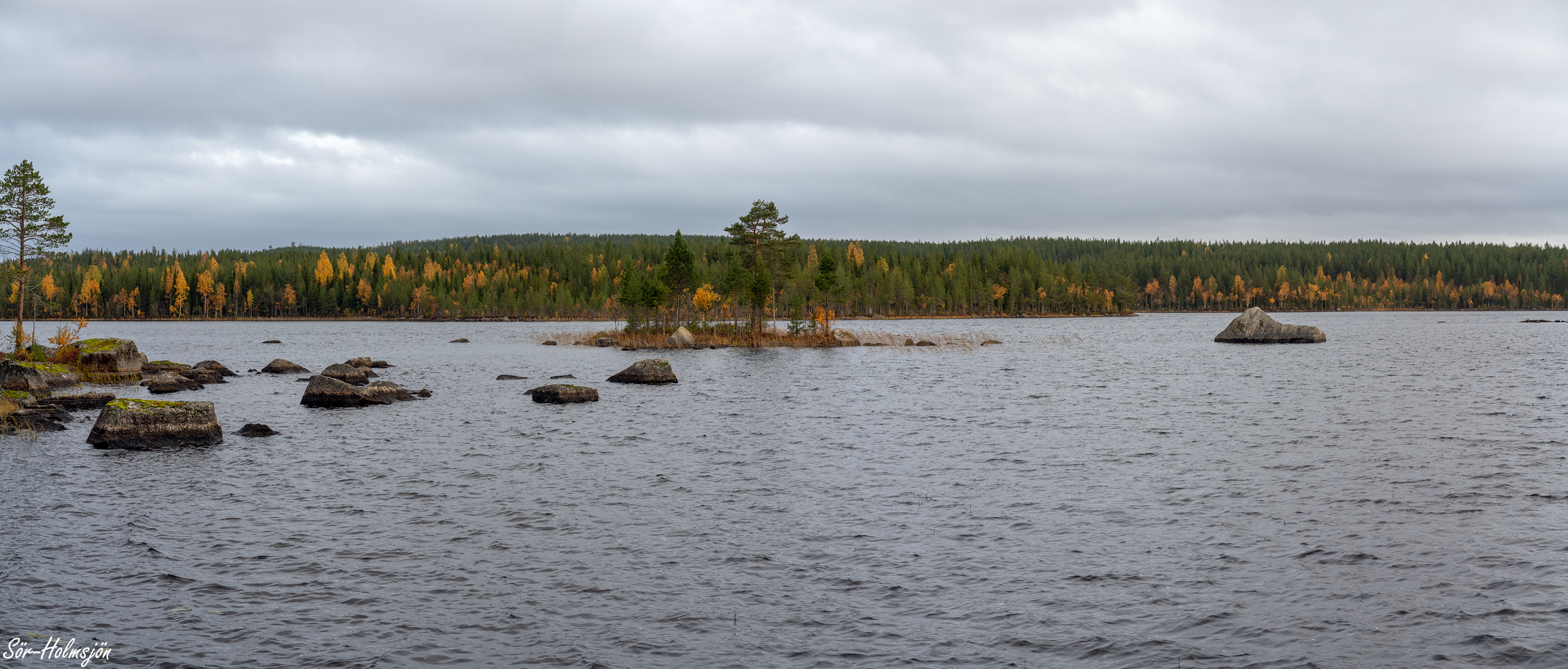
Sör-Holmsjön fotograferad från dess södra strand.
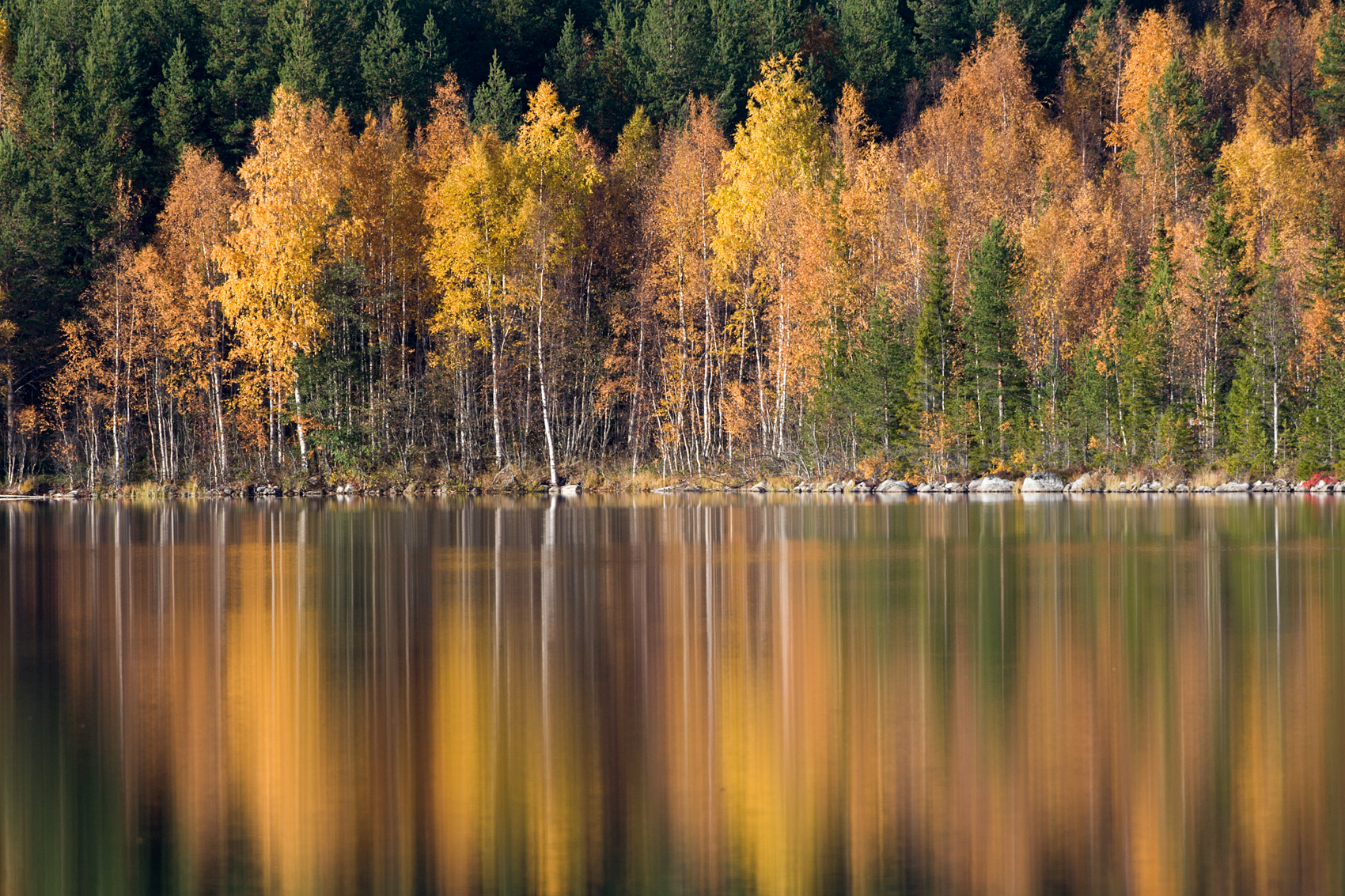
Höstfärger vid Sör-Holmsjön.
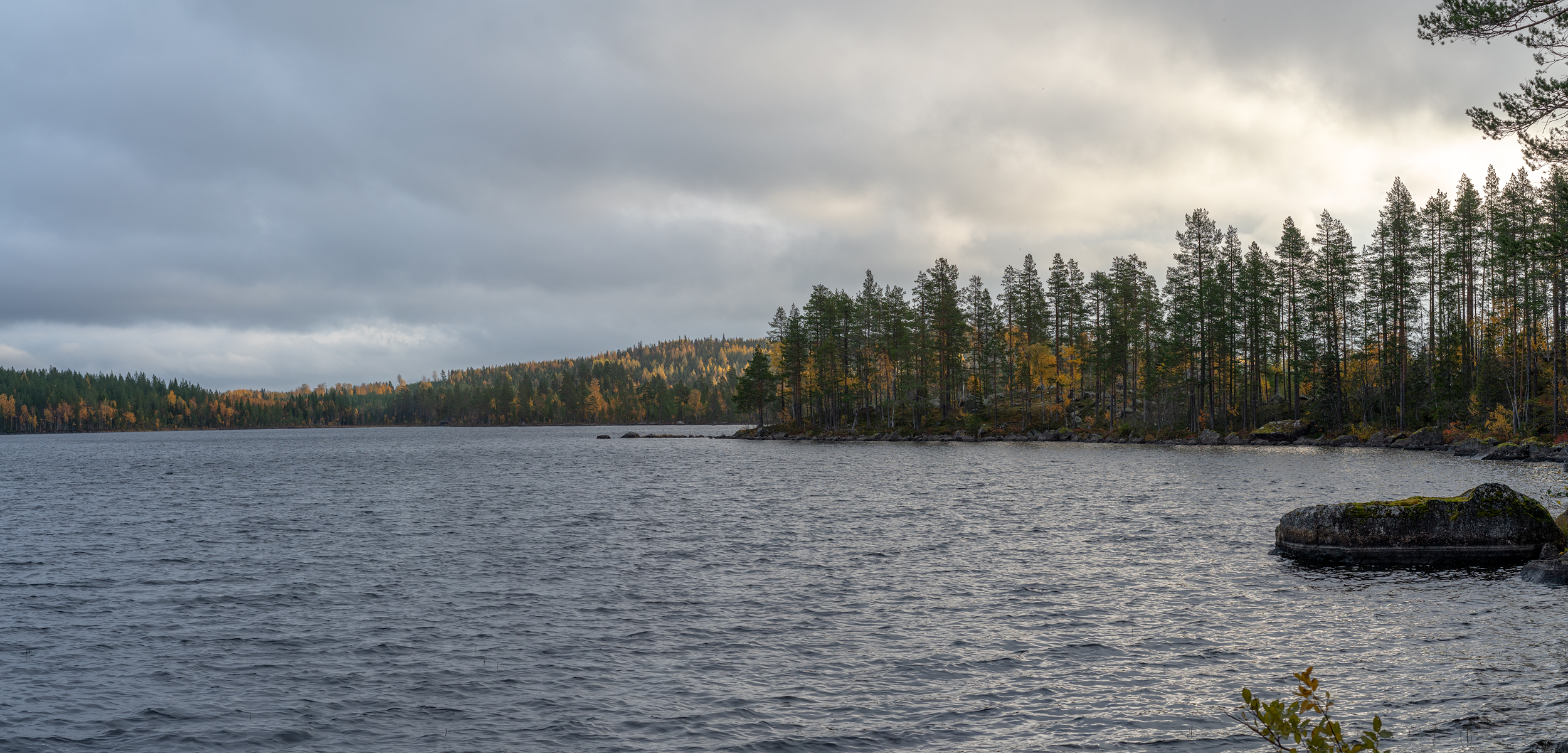
Vy mot öster från södra stranden av Sör-Holmsjön.

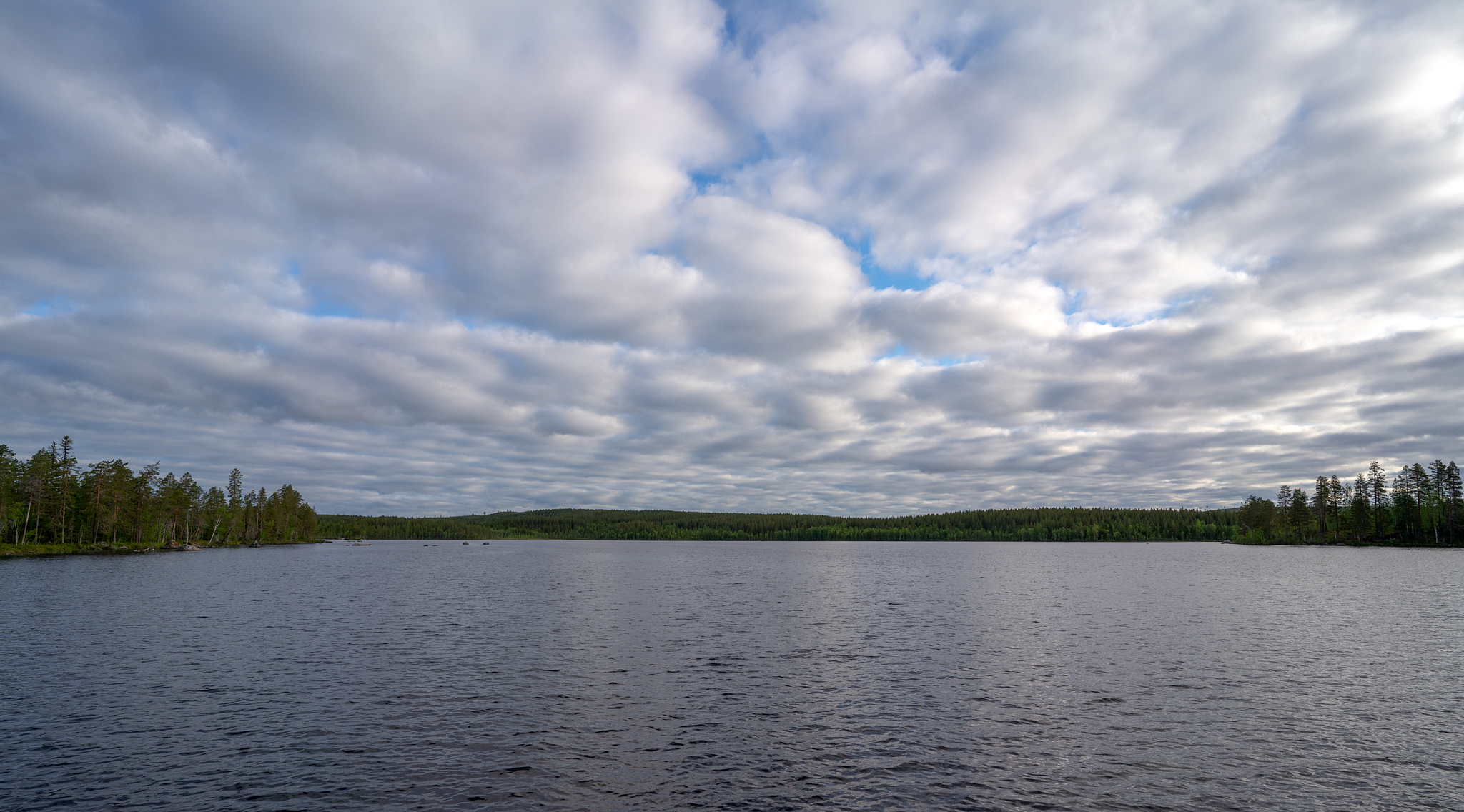
Sör-Holmsjön - vy från vindskyddet vid sjöns sydvästa sida.
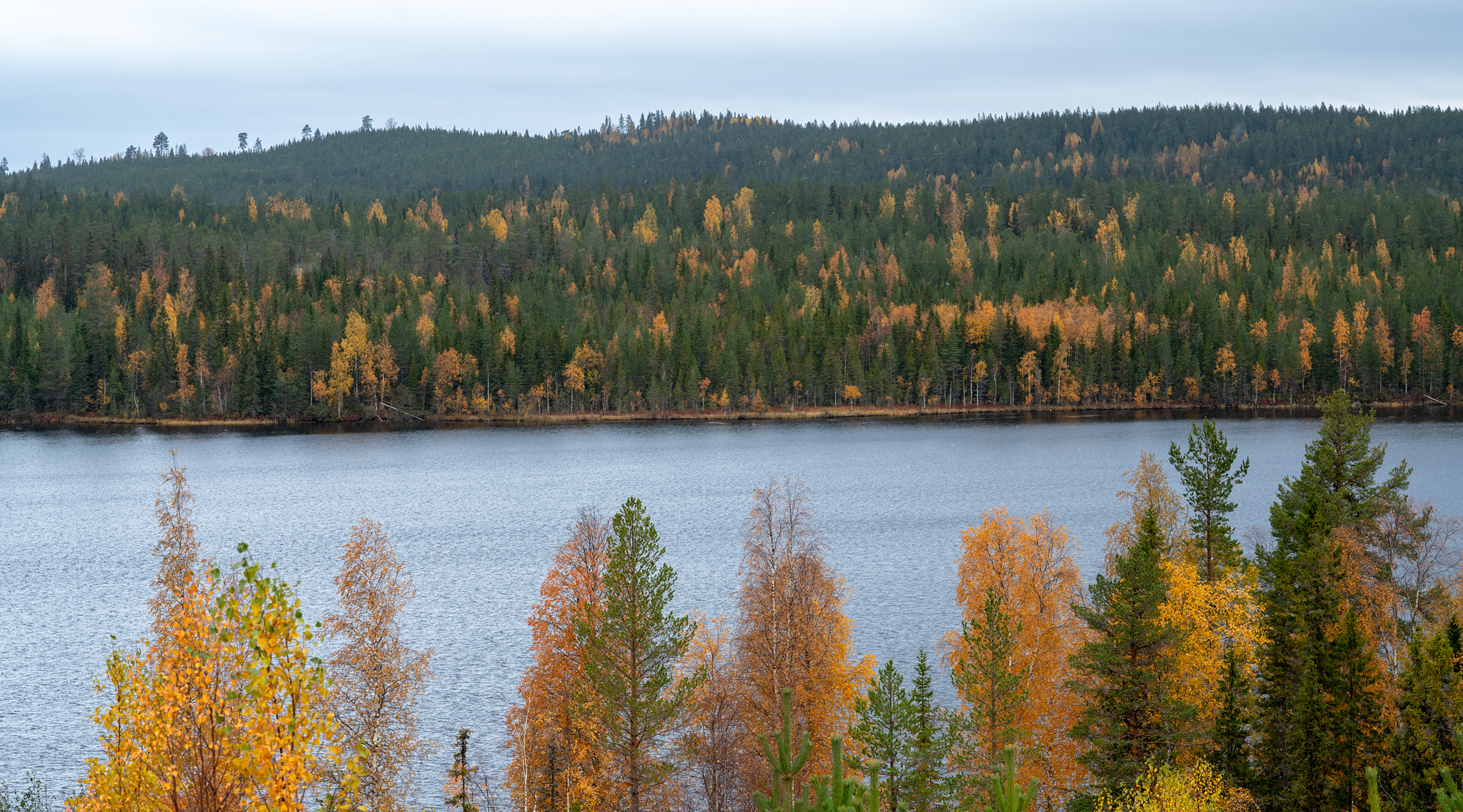
Västra delen av Sör-Holmsjön - vy från norra sidan av Västerberget.
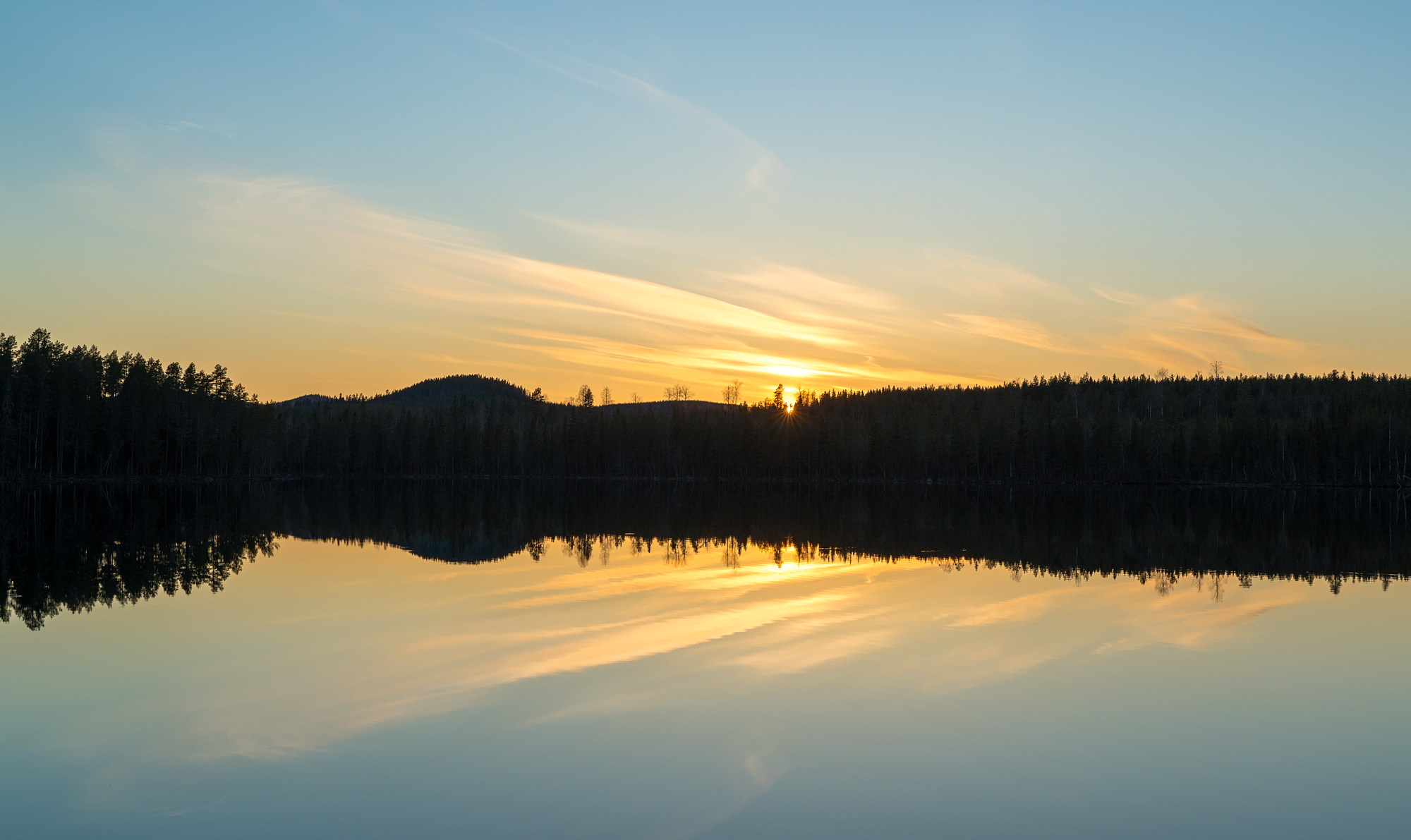
Solnedgång vid Sör-Holmsjön.
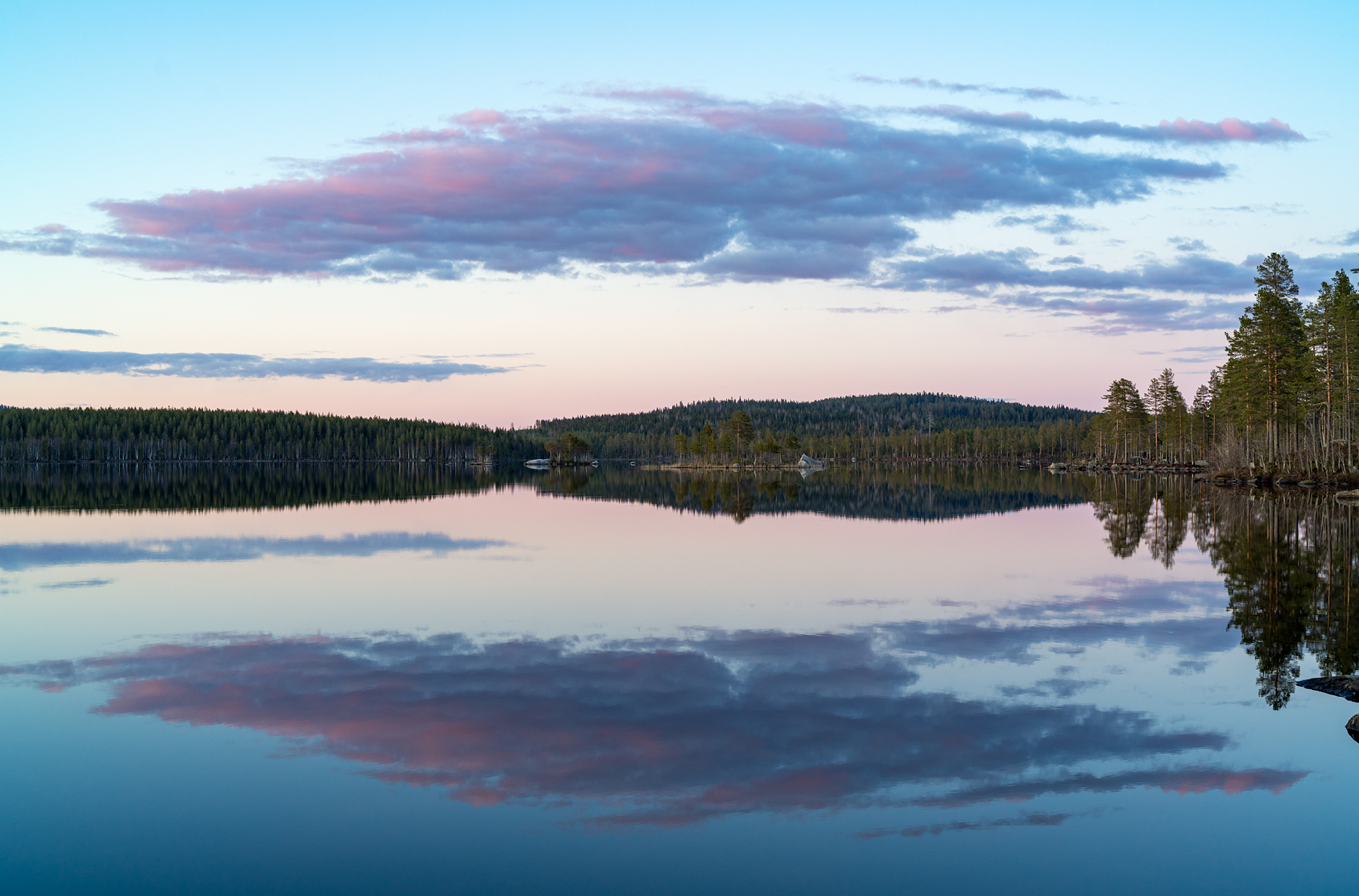
Sör-Holmsjön efter solnedgången - vy mot öster.